# Ahmad ibn Fadlan
Aḥmad ibn Faḍlān (in arabo أحمد بن فضلان‎?, nome completo Aḥmad ibn al-ʿAbbās ibn Rāshid ibn Ḥammād; Baghdad, 877 – 960) è stato uno scrittore e viaggiatore arabo, di origine persiana, autore di un manoscritto datato 922, in cui racconta il suo viaggio del 921-922 in missione diplomatica per conto del califfo abbaside di Baghdad, al-Muqtadir, presso il re bulgaro del Volga Almış; missione da cui tornò in patria dopo aver percorso territori asiatici e scandinavi che precedentemente erano quasi ignoti alla cultura arabo-islamica.
Il fine dell'ambasciata era quello di ottenere dal re dei Proto-bulgari un omaggio formale al Califfo, in cambio del quale egli avrebbe ricevuto somme necessarie alla costruzione di una fortezza contro i Cazari. Partita da Baghdad il 12 giugno 921, la missione passò per Bukhara, la Corasmia (a sud del mare d'Aral), il Gorgan (in cui essa trascorse l'inverno), prima d'arrivare, dopo grandi difficoltà, presso i Proto-bulgari insediati attorno ai tre laghi del Volga, a nord di Samara, il 12 maggio 922. La missione fallì, dal momento che i musulmani non riuscirono a radunare le somme destinate al re che, irritato dall'avvenuto, rifiutò di lasciare il madhhab hanafita per quello sciafeita di Baghdad.
Dopo il suo arrivo a Bolğar, Ibn Faḍlān si recò a Wisu, di cui narrò il commercio fra i Proto-bulgari del Volga e le tribù finniche locali.
Il manoscritto di Ibn Faḍlān - di cui non è pervenuta alcuna copia originale, ma solo una versione abbreviata presente nella Biblioteca di Mashhad (Iran) e varie citazioni e alcune traduzioni su altri testi immediatamente successivi - è un documento che si rivela assai prezioso per lo studio delle popolazioni nordiche del periodo, dei loro usi e dei loro costumi, soprattutto grazie all'obiettività e precisione dell'autore, quasi fosse un moderno antropologo.

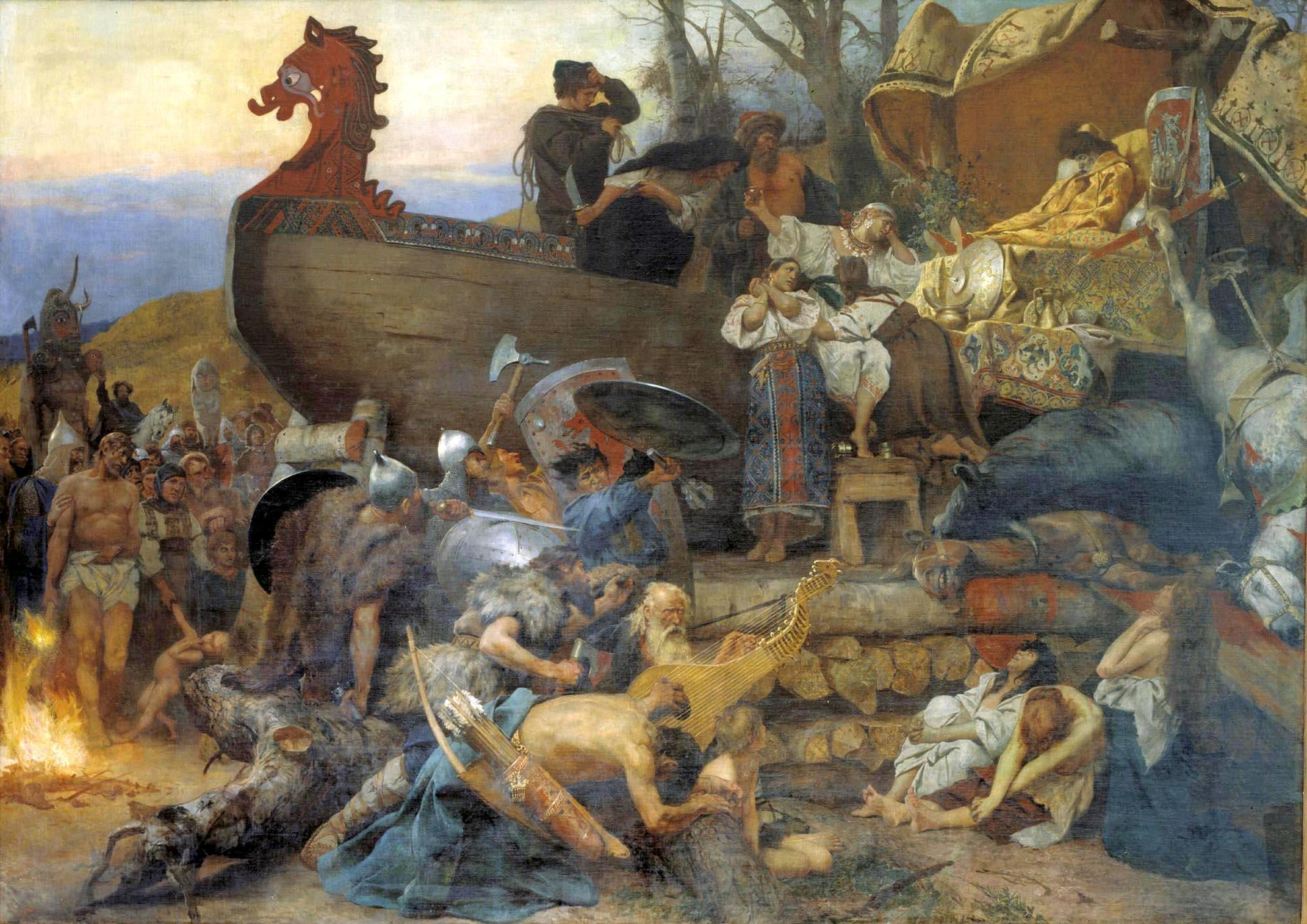
Henryk Siemiradzki, "Funerale di un capo Rus' a Bolghar", Mosca, Museo statale di storia, 1884

Ibn Faḍlān incontrò un gruppo di Variaghi nella capitale bulgara, che chiaramente lo affascinarono e al contempo, lo disgustarono. Fu colpito dalla loro statura gigantesca, scrivendo che erano "alti come palme" ed osservò che ogni uomo portava armi da cui non si separava mai. Li descrisse come ossessionati dal desiderio di profitto commerciale e intenti a pregare idoli di legno, che rappresentavano loro dèi, per avere successo nelle transazioni. La ricchezza veniva ostentata pubblicamente: le loro mogli venivano adornate con una collana per ogni 10.000 dirham guadagnati e le donne facevano mostra di parecchi di questi simboli di successo commerciale portandoli contemporaneamente intorno al collo. La loro mancanza d'igiene lo sconvolse, così come il consumo di grandi quantità di alcol e la fornicazione in pubblico con le schiave che essi possedevano a frotte. Ibn Faḍlān offrì anche un resoconto orripilante, ma con il distacco clinico di un antropologo moderno, del funerale di un capo, bruciato nella sua nave insieme alla concubina preferita, sacrificata per accompagnarlo nell'aldilà.
Il primo studioso orientalista a occuparsene fu il numismatico Christian Martin Joachim Frähn, che nel 1823 tradusse quanto era citato nell'opera geografica di Yaqut, il Muʿjam al-buldān (L'insieme delle contrade), nel suo lavoro intitolato Ibn Foszlan's und anderer Araber Berichte über die Russen aelterer Zeit.
Da una rielaborazione del manoscritto è stato tratto il romanzo Mangiatori di morte di Michael Crichton, da cui a sua volta è stato tratto il film Il 13º guerriero, con Antonio Banderas nel ruolo dello scrittore persiano.